# Momondo
momondo — туристическая метапоисковая система, позволяющая пользователям из 35 стран находить и сравнивать предложения на авиабилеты, отели, автомобили на прокат и другие туристические услуги. Система предлагает обзор цен и предложений, доступных в момент поиска, далее перенаправляет пользователей на сайты агентств и авиакомпаний, которые занимаются непосредственно продажей авиабилетов, чтобы завершить процесс бронирования.

## История
momondo был запущен в 2006 году в Дании. Головной офис располагается в Копенгагене. По состоянию на 2016 год, компания насчитывает более 200 сотрудников, представителей 40 разных национальностей. Когда momondo был впервые запущен в сентябре 2006 года, единственной функцией был поиск и сравнение предложений на авиабилеты. В октябре 2007 года momondo был обновлен и дополнен статьями о путешествиях. В 2009 году компания запустила онлайн путеводители по городам, которые в дальнейшем были собраны в серию приложений momondo places. С тех пор, в momondo была добавлена функция поиска отелей и автомобилей на прокат.
В апреле 2011 года momondo и материнская компания Skygate были проданы англо-американскому поисковому сервису Cheapflights Media Ltd (в настоящий момент носит название Momondo Group Ltd). На сегодняшний день[когда?] momondo продолжает работу как независимое дочернее предприятие.
В 2014 году Momondo Group привлекла инвестиции от частного американского фонда Great Hill Partners.
В мае 2016 года сообщалось, что доход Momondo Group в первом квартале составлял 30 млн долларов США, в котором доля momondo составила 60 % от общего дохода.

## Награды
В 2010 году Travel + Leisure назвал momondo самым лучшим туристическим сайтом по поиску дешевых авиабилетов.
Frommer’s расположил momondo на первой позиции в списке «10 поисковых систем с самыми низкими ценами».
В 2014 и 2015 годах Travolution Awards дважды присвоил momondo награду за «Лучший метапоисковый сайт».
momondo был также представлен в СМИ: в списке журнала Forbes как один из «Топовых туристических сайтов по планированию путешествий»; как «один из лучших сайтов по поиску туристических предложений, с самой лучшей метапоисковой системой». The New York Times отметил способность сайта «находить такие комбинации авиабилетов, которые вы не найдете больше нигде».